# Đậu hoàng hậu (Hán Văn Đế)
Hiếu Văn Đậu Hoàng hậu (chữ Hán: 孝文竇皇后; 205 - 135 TCN), còn gọi là Đậu Thái hậu (竇太后), kế thất nhưng là Hoàng hậu tại vị duy nhất của Hán Văn Đế Lưu Hằng, thân mẫu của Hán Cảnh Đế Lưu Khải và tổ mẫu của Hán Vũ Đế Lưu Triệt. Bà trải qua chức vị Hoàng hậu, Hoàng thái hậu và Thái hoàng thái hậu tới hơn 40 năm.
Đậu Hoàng hậu là nữ chính trị gia có ảnh hưởng rất lớn đến thời đại Văn Cảnh chi trị, được ví là thời đại vàng son của nhà Hán dưới triều cai trị của Hán Văn Đế và Hán Cảnh Đế. Bà là người bảo trợ Đạo giáo, tích cực chủ trương dùng thuật Vô vi. Do vậy, bà cũng đóng vai trò quan trọng trong những năm đầu cai trị của cháu mình là Hán Vũ Đế.

## Thân thế
Hiếu Văn Hoàng hậu Đậu thị, Sử ký lẫn Hán thư đều không ghi rõ tên gì. Căn cứ Tam phụ quyết lục (三輔決錄) của Triệu Kỳ (趙歧) thời Đông Hán, bà có tên là Đậu Y (竇猗). Về sau đại công trình tên Sử ký tác ẩn (史记索隐) của Tư Mã Trinh thời nhà Đường ghi lại theo lời Hoàng Phủ Mịch thì bà có khuê danh là Đậu Y Phòng (竇猗房).
Theo nhiều sử thư ghi lại về thời Hán, Đậu thị là con gái của Đậu Sung (窦充), xuất thân trong gia đình nghèo ở đất Quan Tân, quận Thanh Hà (nay là khu vực huyện Vũ Ấp, thành phố Hành Thủy thuộc Hà Bắc, Trung Quốc). Do có nhan sắc nên thời Lã hậu cầm quyền, bà được tuyển vào cung làm cung nữ hầu hạ Lã hậu. Bà có hai em trai là Đậu Trường Quân (竇長君) và Đậu Quảng Quốc (竇廣國), từ khi nhập cung bà cũng mất liên lạc với 2 người em. Lã thái hậu lúc này nhiếp chính, muốn vỗ về các Vương hầu nên quyết định tặng các mỹ nữ cho Vương gia, gồm các con trai của Hán Cao Tổ Lưu Bang với thê thiếp khác. Đậu thị nằm trong số đó. Quê hương bà là một phần của nước Triệu, nên bà đã hối lộ viên hoạn quan đưa mình về nhà. Vị hoạn quan quên bẵng đi mất nên gửi nhầm Đậu thị đến nước Đại.
Đến Đại, Đậu thị trở thành thiếp của Đại vương Lưu Hằng - con trai thứ tư của Hán Cao Tổ. Bà sinh con gái đầu lòng là Lưu Phiếu. Năm 188 TCN, bà hạ sinh con trai Lưu Khải. Đến năm 184 TCN, bà tiếp tục sinh con trai thứ hai là Lưu Vũ. Khi đó chính cung Đại vương hậu (代王后) của Lưu Hằng đã mất sớm cùng với 4 người con đầu, Lưu Hằng luôn để trống ngôi vị Vương hậu mà không lập thêm ai khác. Đậu thị dù sinh nhiều con nhưng vẫn chỉ mang danh phận cơ thiếp. Điều này cho thấy Lưu Hằng khá niệm tình thê tử quá cố của mình.

## Hoàng hậu nhà Hán
Năm Hán Cao hậu thứ 8 (180 TCN), Lã thái hậu băng hà, Tề Ai vương Lưu Tương xuất binh đến Trường An, làm nên Loạn chư Lã. Trong cơn loạn đó, đại thần Trần Bình và Chu Bột nhất trí lập Đại vương Lưu Hằng lên ngôi vị, tức là Hán Văn Đế. Sang năm sau (179 TCN) là Hán Văn Đế nguyên niên, tháng giêng, Lưu Khải được lập làm Đông cung Hoàng thái tử, Đại Quốc Vương Thái hậu Bạc thị được tôn làm Hoàng thái hậu.
Thời điểm Hán Văn Đế đăng cơ, ông không sách lập Vương hậu nên ngôi Hoàng hậu vẫn còn trống. Tháng 3 cùng năm đó, sau khi lễ sách lập Thái tử hoàn thành, có quần thần xin Hoàng đế định chọn người mà lập Hoàng hậu. Bạc Thái hậu thuận theo mà nói:「"Chư hầu toàn cùng họ, lập Thái Tử mẫu vì Hoàng hậu"」. Do đó, Đậu thị trở thành Hoàng hậu Đại Hán, Văn Đế cũng ra chỉ ban phát lương thực, lụa là, gấm vóc cho những hộ nghèo khốn khổ, lão nhân 90 tuổi trở lên và trẻ con 9 tuổi trở xuống. Phụ mẫu của Đậu Hoàng hậu mất sớm cũng được truy phong tước Hầu. Cùng theo đó, con gái trưởng của Đậu Hoàng hậu là Lưu Phiếu được sắc phong làm Quán Đào công chúa. Sang năm sau (178 TCN), con trai út của Đậu hậu là Lưu Vũ được phong làm Đại vương (代王), sau 2 năm cải thành Hoài Dương vương (淮暘王). Cuối cùng sang năm Văn Đế Tiền Nguyên thứ 12 (168 TCN) thì chính thức cải thành Lương vương (梁王).
Sau khi được lập Hậu, Đậu thị tìm gặp lại được các anh em bị thất tán lâu ngày và cùng đến ở tại kinh thành Trường An, chính là Đậu Trường Quân và Đậu Quảng Quốc. Câu chuyện bà tìm được những người em rất ly kỳ và cảm động. Người em thứ nhất Đậu Trường Quân không mấy khó khăn, nhưng người em thứ 2 là Đậu Quảng Quốc rất gian nan, và bản thân Quảng Quốc phải đến tìm bà. Khi xưa, Đậu Hoàng hậu vào cung không lâu thì Quảng Quốc bị bắt cóc và bị bán vào trại buôn nô lệ. Sau nhiều đợt buôn đi bán lại, Quảng Quốc đến kinh thành Trường An. Đến đây, nghe tin Hoàng hậu mới là họ Đậu đang tìm người thân, Quảng Quốc đã cố gắng viết thư gửi đến Hoàng cung, kể lại câu chuyện về năm xưa, vì muốn trèo lên cây dâu mà đã ngã xuống đất rất đau. Đậu Hoàng hậu triệu vào chất vấn, khi chắc chắn được sự tình bà đến ôm ông và khóc nức nở, những người hầu cũng rất cảm động. Sau đó, Đậu Hoàng hậu xây cung điện to lớn trong kinh thành cho 2 người em trai và ban cho họ rất nhiều của cải. Các đại thần lo ngại vì họa ngoại thích của Lã hậu mới xảy ra, sợ Đậu Hoàng hậu lại dung túng dòng họ làm loạn nên dâng sớ can ngăn và nhắc nhở. Tuy nhiên, hai anh em họ Đậu biết rõ vị thế của mình, luôn tỏ ra nhún nhường khiêm tốn, không bao giờ tỏ ra lộng hành nên nhiều người cũng kính nể.
Đậu hậu từ lâu là người say mê Đạo giáo, theo chủ trương của Lão Tử và Hoàng Đế, gọi là học thuyết Hoàng Lão (黃老). Đậu Hoàng hậu cho rằng nên theo thuyết "Vô vi" của Lão Tử mà trị nước, bỏ bớt hình phạt nên quốc gia từ chỗ biến loạn mới thái bình; vì thế bà cho rằng Hoàng Lão là cơ sở lập quốc. Bà tích cực tuyên truyền cho Thái tử Lưu Khải và người thân trong họ đều học theo thuyết này. Thời gian về sau, Đậu hậu có tuổi nên do đôi mắt bị mù, Hán Văn Đế dần lạnh nhạt với Đậu Hoàng hậu, ông sủng ái Thận phu nhân (慎夫人) và Doãn phu nhân (尹夫人), đều là những mỹ nhân người Hàm Đan. Đặc biệt là Thận phu nhân, thường được cùng ngồi bằng vai bằng vế với Đậu Hoàng hậu. Có một lần, Hán Văn Đế du lãm vườn thượng uyển, có Đậu Hoàng hậu và Thận phu nhân theo hầu. Khi sắp xếp chỗ ngồi, lang thượng trưởng y cứ theo đãi ngộ khi ở nội đình, sắp xếp vị trí của Thận phu nhân ngang với Hoàng hậu. Lúc đó, Viên Áng (袁盎) rất tôn sùng đích-thứ chi phân, nên dịch chỗ của Thận phu nhân xuống một chút. Thận phu nhân giận dỗi, quyết không ngồi vào, còn Hán Văn Đế không nói câu nào bỏ về hoàng cung.

## Sủng ái con thứ
Năm Hậu Nguyên thứ 7 (157 TCN), Hán Văn Đế băng hà, thọ 45 tuổi và cai trị 23 năm. Con trưởng là Thái tử Lưu Khải lên ngôi, tức là Hán Cảnh Đế. Bạc Thái hậu được tôn làm Thái hoàng thái hậu còn Đậu Hoàng hậu được tôn là Hoàng thái hậu. Hán Cảnh Đế kính nể và tôn trọng Đậu Thái hậu, phong cho Đậu Quảng Quốc làm Chương Vũ hầu (章武侯), nhân Đậu Trường Quân chết nên lập con trai của Trường Quân là Đậu Bành Tổ (窦彭祖) làm Nam Bì hầu (南皮侯). Đậu Thái hậu yêu thích Đạo giáo, muốn Cảnh Đế noi theo, Cảnh Đế tuy theo học để vui lòng mẹ nhưng vẫn hay mời nhiều Nho sĩ vào triều để nghiên cứu học thuyết Nho giáo, vì vậy Đậu Thái hậu tỏ ra không vui. Thời gian này mắt bà bị mù, và phải nhờ cung nhân đọc cho nghe.
Năm Cảnh Đế Tiền Nguyên thứ 3 (154 TCN), xảy ra Loạn bảy nước. Lương vương Lưu Vũ có công chống giữ thành trì nước Lương khiến quân phản loạn nước Ngô, Sở không thể tiến về kinh thành Trường An. Sau đó, quân phản loạn bị Thái úy Châu Á Phu tiêu diệt. Lương vương Vũ về kinh triều kiến Hán Cảnh Đế. Trong khi ngồi tiệc, Cảnh Đế uống say cao hứng nói rằng sau này sẽ truyền ngôi cho em. Lương vương tuy đứng dậy khước từ hoàng ân nhưng trong lòng rất mừng. Việc đó cũng được Đậu Thái hậu đồng tình. Tuy nhiên, người con trai của anh họ Đậu Thái hậu là Chiêm sự Đậu Anh (竇婴) phản đối, tâu với Cảnh Đế rằng:「"Thiên hạ là do Cao Tổ lập nên. Có xét kế vị, là cha truyền con nối, đó là pháp định. Nay Bệ hạ hà cớ mà truyền cho Lương vương?!"」. Cảnh Đế nghe theo, bèn thôi ý định truyền ngôi cho em, điều đó lại khiến Đậu Thái hậu không bằng lòng. Đậu Thái hậu giận, khiến Đậu Anh phải cáo bệnh bãi quan, bà thậm chí còn cho trừ bỏ môn tịch của nhà Đậu Anh, không cho vào cung vấn an mình nữa.
Năm Tiền Nguyên thứ 7 (150 TCN), tháng 11, Cảnh Đế phế truất Thái tử Lưu Vinh. Đậu Thái hậu khi đó thêm lời vào:「"Ta nghe nói chế độ nhà Ân xét thân thích, chế độ Chu triều tôn tổ tiên, đạo lý giống nhau. Trăm năm sau, ta đem Lương vương phó thác cho Hoàng đế”」. Ý của Thái hậu rất rõ muốn Hoàng đế lập Lương vương Lưu Vũ làm Hoàng thái đệ, chính vị Trữ quân. Tan tiệc, Hán Cảnh Đế ân hận triệu tập các đại thần thương nghị việc đó. Các đại thần do Viên Áng đứng đầu nhất loạt phản đối, cho rằng phải giữ phép tắc cha truyền con nối, nếu không sẽ gây ra loạn. Cảnh Đế nghe theo, do đó việc lập Lương vương cũng bị đình chỉ.
Hán Cảnh Đế sau đó lập Giang Đông vương Lưu Triệt làm Đông cung Hoàng thái tử. Lương vương biết chuyện, oán hận Viên Áng, bèn sai thích khách là Dương Thắng (羊胜) và Công Tôn Ngụy (公孙诡) đi giết chết Viên Áng và hơn 10 viên quan khác cùng cánh trong triều. Hán Cảnh Đế kinh hoàng vì trong một ngày có tới hơn 10 đại thần bị giết, bèn sai người đi đến nước Lương điều tra vụ việc. Dương Thắng và Công Tôn Ngụy buộc phải tự sát, sứ giả biết thế khó xử của Cảnh Đế, khi về kinh bèn đốt hết giấy tờ hồ sơ vụ án rồi mới vào yết kiến, tâu lại sự việc và xin Cảnh Đế lờ vụ việc này đi. Đậu Thái hậu muốn giúp Lưu Vũ, bèn tuyệt thực để gây sức ép với Cảnh Đế. Hoàng đế bất lực, không xử tội Lưu Vũ, đổ hết chuyện này cho Thắng và Ngụy, chấm dứt điều tra. Tuy nhiên, Lưu Vũ không còn được Cảnh Đế sủng ái như trước nữa.
Năm Trung Nguyên thứ 6 (144 TCN), Lương vương Lưu Vũ vào triều yết kiến Cảnh Đế, muốn xin Cảnh Đế cho mình ở Trường An để chăm sóc Đậu Thái hậu, nhưng Cảnh Đế không cho, Vũ đành phải quay về nước. Tháng 6 năm đó, Lưu Vũ bị bệnh nhiệt, sau khi về tới nước Lương thì chết, thọ 41 tuổi, làm Lương vương được 25 năm. Khi còn sống, Lưu Vũ rất có hiếu với Đậu Thái hậu, khi Thái hậu bệnh, ông nhịn ăn mà chăm sóc, nhiều lần muốn ở lại Trường An hầu hạ, nên được Thái hậu vô cùng sủng ái. Khi nghe tin Lưu Vũ qua đời, Đậu Thái hậu buồn rầu nói rằng:「"Hoàng đế giết mất con ta rồi!"」. Hán Cảnh Đế nghe được thì sợ, không biết xử trí ra sao, sau đó mới theo lời Quán Đào Trưởng công chúa, phân Lương Quốc làm 5 phần, phong cho các con của Lưu Vũ làm 5 vương ở các nước là Lương, Tế Xuyên, Tế Đông, Sơn Dương, Tế Âm. Đậu Thái hậu bằng lòng.

## Can dự triều chính
Năm Cảnh Đế Hậu Nguyên thứ 3 (141 TCN), Hán Cảnh Đế Lưu Khải băng hà tại Vị Ương cung, thọ 47 tuổi. Thái tử Lưu Triệt lên nối ngôi, tức là Hán Vũ Đế. Bà được tôn là Thái hoàng thái hậu, trở thành vị Thái hoàng thái hậu thứ hai của triều đại (trước đó là Bạc Thái hoàng thái hậu). Tuy nhiên, Sử ký Tư Mã Thiên vẫn chỉ gọi 「Đậu Thái hậu」.
Đậu Thái hậu khi trở thành Thái hoàng thái hậu, càng tích cực can dự vào chính sự, không để vị Hoàng đế trẻ này một ngày nào tự mình quyết đoán. Khi nghe tin Hán Vũ Đế rất chuộng Nho giáo, Thái hậu rất không hài lòng, nên lấy lý do đó mà bắt Hoàng đế phải hỏi qua mình rồi mới quyết định chính sự. Với tư cách là một Thái hoàng thái hậu, Đậu thị rất ảnh hưởng đến quyết định chính trị của Hán Vũ Đế, do vậy bà luôn tìm cách hạn chế Nho giáo, thúc đẩy trường phái mà mình yêu thích là Đạo giáo, ngoài ra nhiều lần đưa ra ý kiến cho Hoàng đế trong việc quản lý chính sự.
Năm Kiến Nguyên nguyên niên (140 TCN), Hán Vũ Đế tiến hành tân chính. Bởi vì một loạt động tác ảnh hưởng tới ích lợi của nhóm cao môn vọng tộc, lời dèm pha đều bôi nhọ Ngụy Kỳ hầu Đậu Anh, một trong những người đi đầu cho Tân chính đồng thời còn là cháu họ của Đậu Thái hậu. Lời truyền về hành động của Đậu Anh cứ thế truyền đến tai Thái hậu khiến bà càng không vui, do quan niệm chính trị của nhóm Tân chính hoàn toàn khác với chủ trương Hoàng lão học thuyết của bà. Năm thứ 2 (139 TCN), Ngự sử đại phu Triệu Oản (赵绾) cùng Lang trung lệnh Vương Tang (王臧), nghênh Nho học sĩ trứ danh Thân Bồi (申培), đương thời gọi là "Thân Công", tới Hán triều. Các đại thần tân chính chủ trương cũng kiến nghị thay đổi pháp chế, tiến hành thiết Minh đường (明堂), sửa lịch dễ phục, hành Phong thiện (封禅) đại lễ, còn kiến nghị chính sự “Không cần mọi chuyện chờ lệnh Thái hoàng thái hậu”. Đậu Thái hậu nghe xong, nổi trận lôi đình, tìm được lỗi của các Triệu Oản, Vương Tang mà trách phạt, khiển Hoàng đế giam bọn họ vào ngục. Cả hai đều tự sát trong ngục. Ngoài ra, Thừa tướng Đậu Anh cùng Thái úy Điền Phần đều bị bãi chức. Dù có thay đổi ít nhiều về ý thức hệ những năm đầu Hán Vũ Đế cai trị, song nhìn chung vẫn giữ nguyên mô hình ổn định từ thời Văn Cảnh chi trị, cho đến khi Đậu thái hoàng thái hậu qua đời thì mới hoàn toàn thay đổi.
Năm Kiến Nguyên thứ 6 (135 TCN), tháng 5, ngày Đinh Mão, Thái hoàng thái hậu Đậu thị băng hà, không rõ bao nhiêu tuổi. Thụy hiệu là Hiếu Văn Hoàng hậu (孝文皇后), hợp táng cùng Hán Văn Đế tại Bá lăng (霸陵). Theo di chiếu, bà đem toàn bộ tiền tài phú quý cho con gái duy nhất là Quán Đào Thái trưởng công chúa Lưu Phiếu. Tính từ khi về Trường An đăng ngôi Hoàng hậu đến khi qua đời ở thời đại cháu nội Hán Vũ Đế, Đậu Thái hậu đã sống trong hoàng cung nhà Hán được 45 năm.

## Trong văn hóa đại chúng
| Năm  | Phim truyền hình                                | Diễn viên          | Nhân vật                |
| 1986 | 《Chân mệnh thiên tử》 (真命天子)               | Châu Hải My 周海媚 | Đậu Thanh Liên (竇青蓮) |
| 2001 | 《Đại Hán thiên tử》 (大汉天子)                 | Trần Sa Lợi 陳莎莉 | Đậu thái hoàng thái hậu |
| 2005 | 《Hán Vũ đại đế》 (汉武大帝)                    | Quy Á Lôi 歸亞蕾   | Đậu thái hoàng thái hậu |
| 2010 | 《Mỹ nhân tâm kế》 (美人心计)                   | Lâm Tâm Như 林心如 | Đậu Y Phòng (竇漪房)    |
| 2011 | 《Đại phong ca》 (大風歌)                       | La Ức Nam 羅憶楠   | Đậu Hoàng hậu           |
| 2014 | 《Đại Hán hiền hậu Vệ Tử Phu》 (大漢賢后衛子夫) | Trần Sa Lợi 陳莎莉 | Đậu thái hoàng thái hậu |